# Hormiphora elliptica
Hormiphora elliptica är en kammanetart som först beskrevs av Johann Friedrich von Eschscholtz 1829.  Hormiphora elliptica ingår i släktet Hormiphora och familjen Pleurobrachiidae. Inga underarter finns listade i Catalogue of Life.